# Серняйнен (станція метро)
60°11′15″ пн. ш. 24°57′40″ сх. д. / 60.18750° пн. ш. 24.96111° сх. д.
Сьорняїнен (фін. Sörnäisten metroasema, швед. Sörnäs metrostation) — станція Гельсінського метрополітену. Обслуговує райони Сьорняїнен та Калліо. Відкрито 1 вересня 1984.
- Пересадки
  - трамваї	1, 6, 6Т, 7, 8
  - Автобуси міські та міжміські	61N, 78N, 79N, 611, 611B, 614, 61, 61N, 61T, 64, 65, 66, 66K, 67, 67N, 67V, 71, 71B, 615, 616, 621, 622, 623, 623В, 632, 632В, 633, 633А, 633Н, 635, 635В, 717, 717А, 717Н, 718, 722,724,724Н, 731,731Н, 738,738К, 785, 785K, 786, 786K, 787, 787A, 787K, 788, 788K, 788KV

Конструкція — лондонського типу глибокого закладення (глибина закладення — 25 м) з острівною платформою.